# 埃尔德什·埃娃
埃尔德什·埃娃（匈牙利語：Erdős Éva，1964年7月28日—），匈牙利前女子手球运动员。她曾代表匈牙利国家队参加1996年夏季奥林匹克运动会手球比赛，获得一枚铜牌。